# Santa Catarina Ixtahuacán
Santa Catarina Ixtahuacán är en kommunhuvudort i Guatemala.   Den ligger i departementet Departamento de Sololá, i den sydvästra delen av landet, 90 km väster om huvudstaden Guatemala City. Santa Catarina Ixtahuacán ligger 2 263 meter över havet och antalet invånare är 14 734.
Terrängen runt Santa Catarina Ixtahuacán är kuperad åt nordost, men åt sydväst är den bergig. Runt Santa Catarina Ixtahuacán är det tätbefolkat, med 276 invånare per kvadratkilometer. Närmaste större samhälle är Totonicapán, 12,4 km norr om Santa Catarina Ixtahuacán. I omgivningarna runt Santa Catarina Ixtahuacán växer i huvudsak städsegrön lövskog.